# 屯門不明氣體洩漏事件
屯門不明氣體洩漏事件是於2019年10月28日發生在香港新界屯門區的事件。區內多個屋苑都受氣體洩漏影響，導致不少居民感到不適。有人質疑不明氣體由警方大興行動基地洩漏，惟相關政府部門一直未有向公眾交代氣體來源及氣體成份。

## 起因
2019年10月28日下午3時許，屯門鳴琴路附近疑傳出不明氣體，其後有居民指發現白色煙霧而報警。刺鼻氣味飄到遠至數百米外的屯門田景邨、良景邨、龍門路，甚至遠至西鐵綫屯門站、瓏門及V City，友愛、安定和屯門碼頭一帶。有很多居民感到刺鼻及流鼻水，並呼吸困難。而接放學的家長也表示喉嚨不適。附近安老院有多名職員及長者感到呼吸不適而不斷咳嗽，氣味約10分鐘後才逐漸消散，但沒有人送院。消防人員到屯門西北游泳池和大興行動基地了解，證實並無出現氣體洩漏，到下午5時收隊，而警方列作異味發現案處理。
到傍晚，水務署宣布屯門區鄰近事發地點的多個屋苑因緊急維修水管工程，在29日凌晨到清晨緊急暫停食水供應。同時稱維修工程與食水水質無關，不涉及氣體事故。

## 影響

### 居民

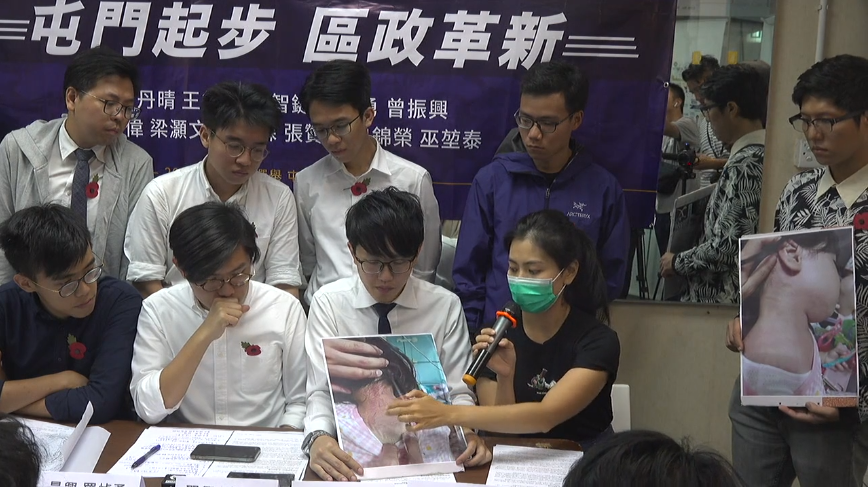
10月29日，有屯門街坊在「屯門十一素人」記者會指她的3歲女兒吸入不明氣體後，背部及頸部都出現紅疹

有居民表示在家中聞到不明氣體後感到眼乾和不停咳嗽。到接3歲女兒放學後，在回家後發現女兒的背部及頸部出現紅疹，而且不斷搔癢。最後決定讓女兒暫時不上學，在家中休息。居民對事件感到無助。

### 動物
有養寵物的市民表示倉鼠吸入不明氣體後死亡。寵物店主表示店內的貓隻亦出現不停嘔吐的情況。而礦山村的一間寵物收容所受到刺激性氣味影響，有60多隻貓狗不適，其中10隻貓狗出現更嚴重嘔吐、咳、流眼水等的症狀。收容所表示會進行大清潔，對政府一直未有回應感到失望。

## 回應
- 警方在10月28日晚上於facebook專頁發文，指警方及消防人員巡查後未能夠確定起因及源頭。澄清當日沒有在屯門使用過催淚氣體或試用任何不明氣體。
- 消防署表示在下午3時接獲多宗報告，指事件中有一男一女報稱不適，但拒絕送院。[8]

## 後續

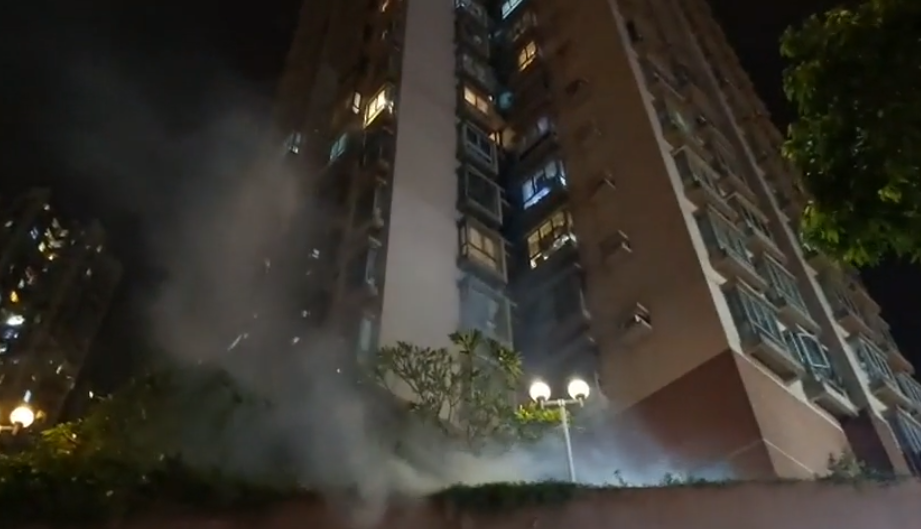
防暴警察施放催淚彈到寶怡花園平台，催淚煙湧滿住宅單位外

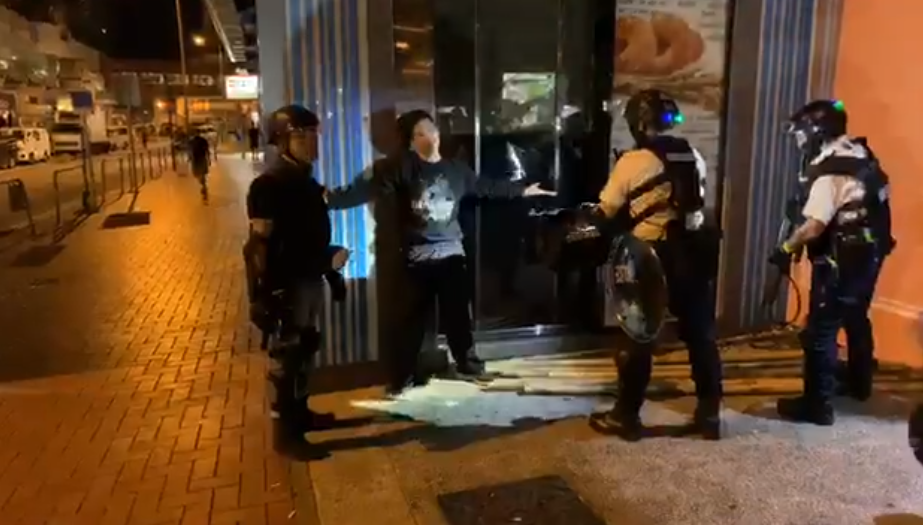
在寶怡花園外，有路過的市民被多名警察截查

事發當日晚上，市民響應號召到大興行動基地外聚集要求警方交代。防暴警察多次施放催淚彈驅散，並射中兆軒苑逸生閣7樓走廊和寶怡花園平台，有住戶窗戶被擊碎。其後防暴警察更自行按大堂密碼進入寶怡花園住宅平台搜查，據報有居民被捕，引起住戶不滿。警方共拘捕兩男兩女，當中包括屯門區議會寶田選區候選人、報稱獨立民主派的張贊華。

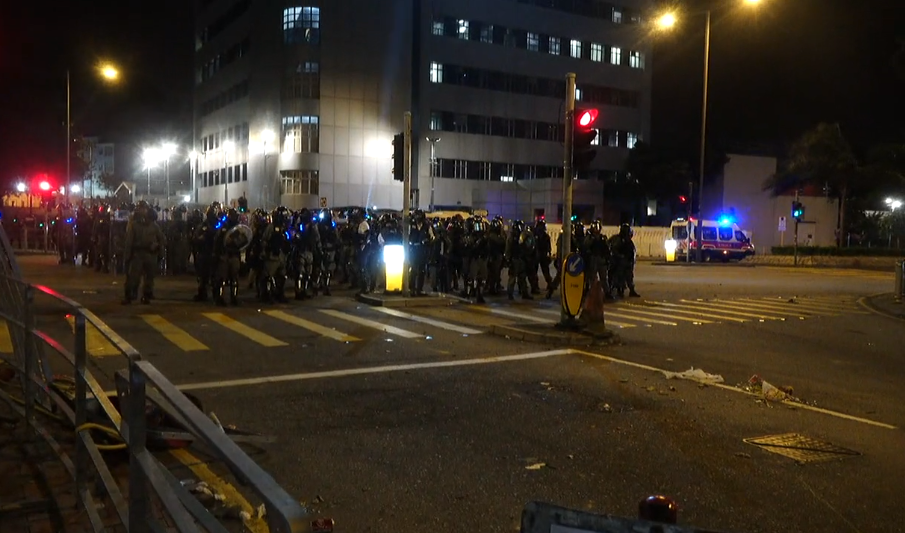
防暴警察在大興行動基地外設防線
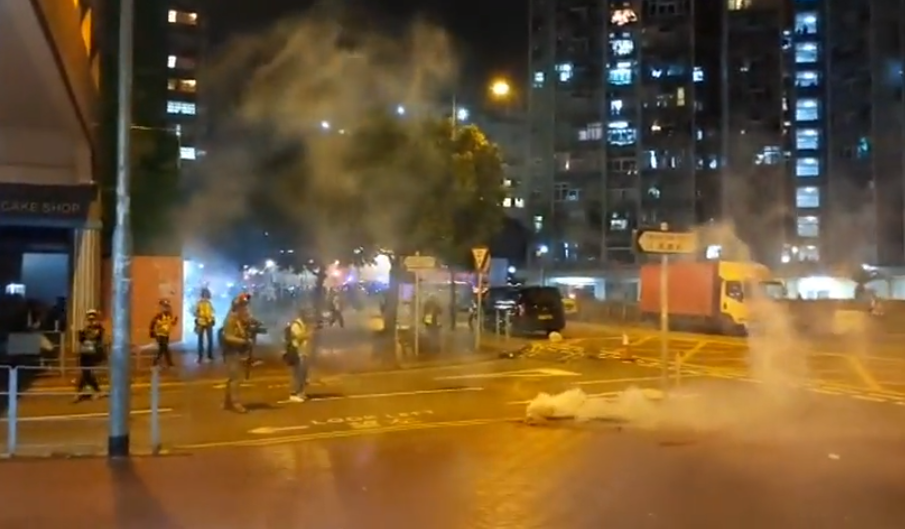
防暴警察在良運街住宅周邊密放催淚彈
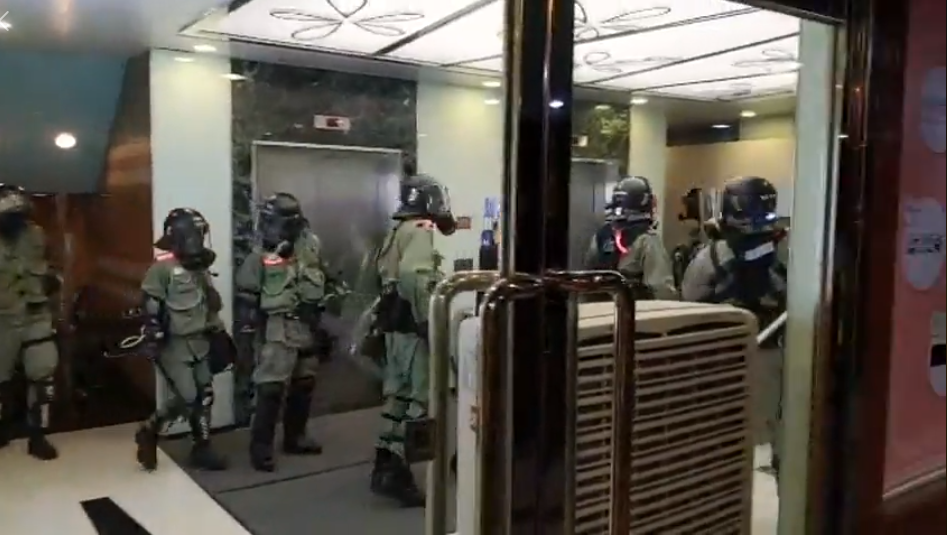
防暴警察沿樓梯進入寶怡花園，前往住宅平台搜查
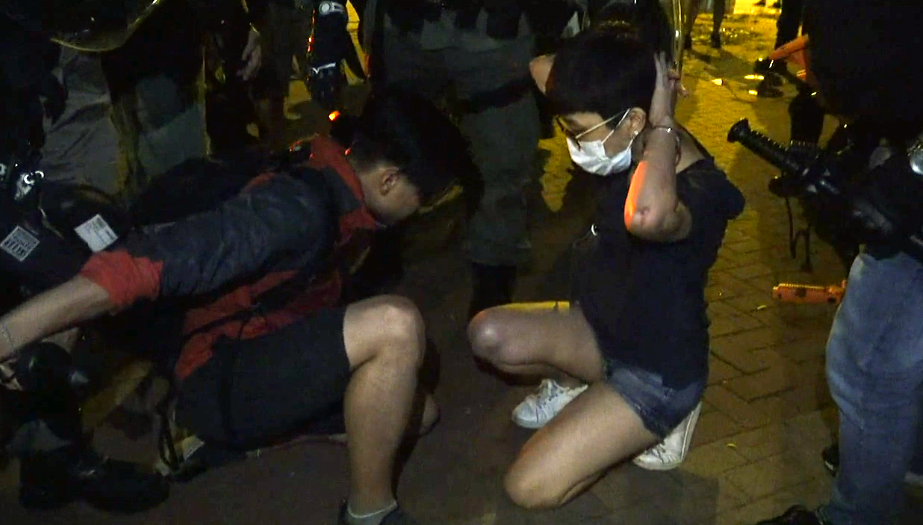
屯門寶田區議會候選人張贊華被捕
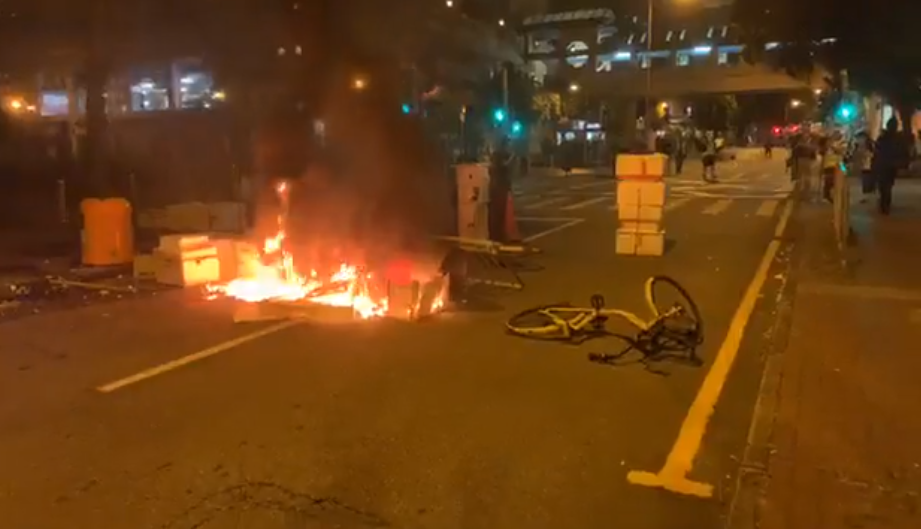
示威者放火燒雜物

### 區選候選人召開記者會 強烈譴責政府未有交代
10月29日，參與2019年香港區議會選舉的「屯門十一素人」召開記者會，表示收到數十宗來自居民的求助個案。他們認為政府必須徹查真相，向屯門居民道歉和賠償，表明會追究到底。

### 議員提緊急質詢 立法會主席拒絕
10月30日立法會會議前，新界西民主黨立法會議員尹兆堅去信提出急切質詢，要求保安局交代事件。但遭立法會主席梁君彥以非緊急事件為由拒絕。指尹兆堅應考慮於其他渠道跟進。尹兆堅批評梁君彥做政府「打手」，指政府一直仍未具體交代事件源頭，同時無視屯門居民的健康。

### 警衝入私人餐廳及屋苑拘捕至少67人

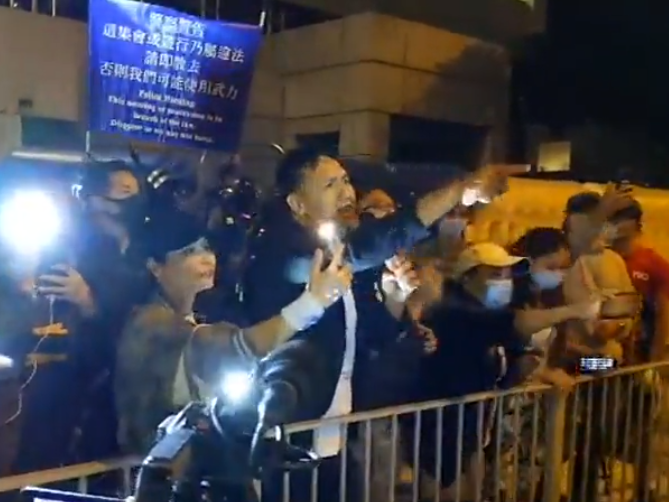
在大興行動基地外，「大波 Man」前警員（石房有）聯同約30名撐警人士到場支持警隊，其後有人用電筒照射在場記者，並指罵他們為「黑記」。

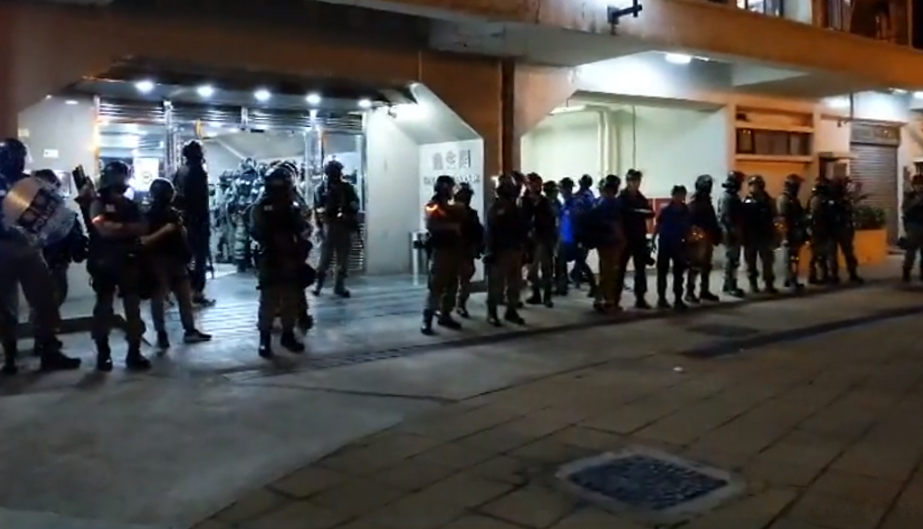
一批防暴警衝入兆軒苑逸生閣大堂拘補多名街坊

10月30日晚上8時半，再次有大批市民聚集於良運街及震寰路交界。在大興行動基地外，「大波 Man」前警員（石房有）聯同約30名撐警人士到場支持警隊，高叫口號「香港曱甴、時代垃圾」，有人用電筒照射在場記者和拍打記者相機，並指罵他們為「黑記」。防暴警員從基地走出來行人路舉起「藍旗」後，撐警人士向青松觀方向離開。而在場多名市民其後突然遭防暴警察和速龍包抄而被捕。
到晚上10時許，防暴警察清場期間除了在建生邨內多處進行截查和拘補多名市民外。另一批防暴警衝入兆軒苑逸生閣大堂，多人被要求蹲地趴牆。進入逸生閣的住戶需按警方要求在大廈外排隊才能進入。有住客批評警方擅進私人屋苑，防暴警察以「搞事」回應，並一度口角。防暴警最後在大堂拘捕16人，其後被押上警車。而輕鐵建生站旁有最少10名市民被捕，之後押上警車。到10時半在良德街近盈豐園位置拘捕數名男子

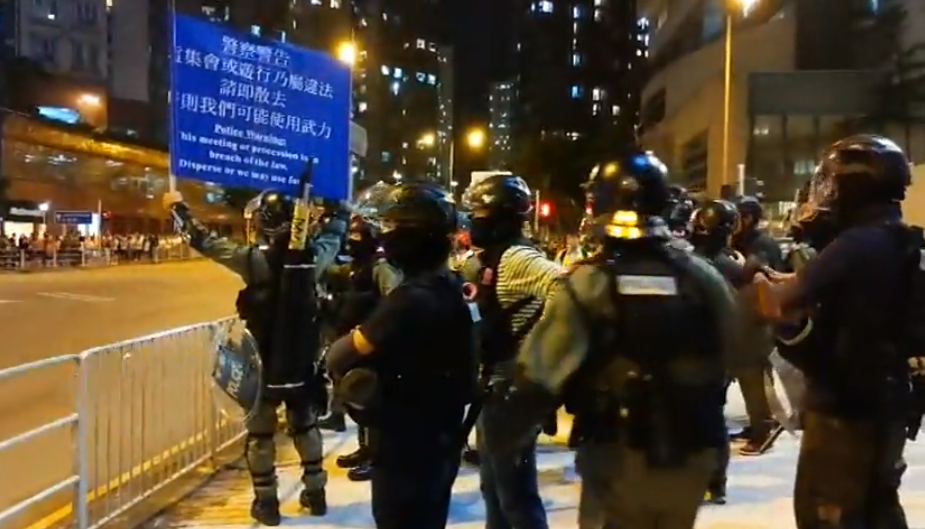
防暴警在大興行動基地外舉起藍旗
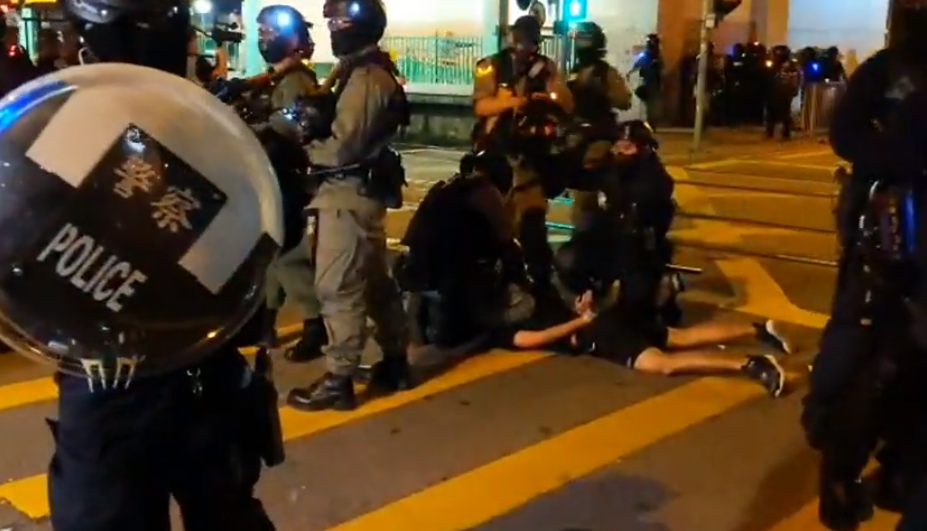
有市民在建生站外被速龍小隊壓在地上
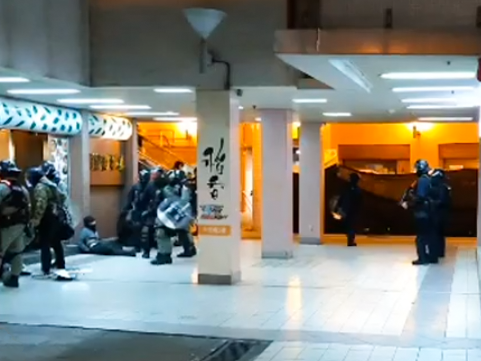
有市民在建生商場被制服
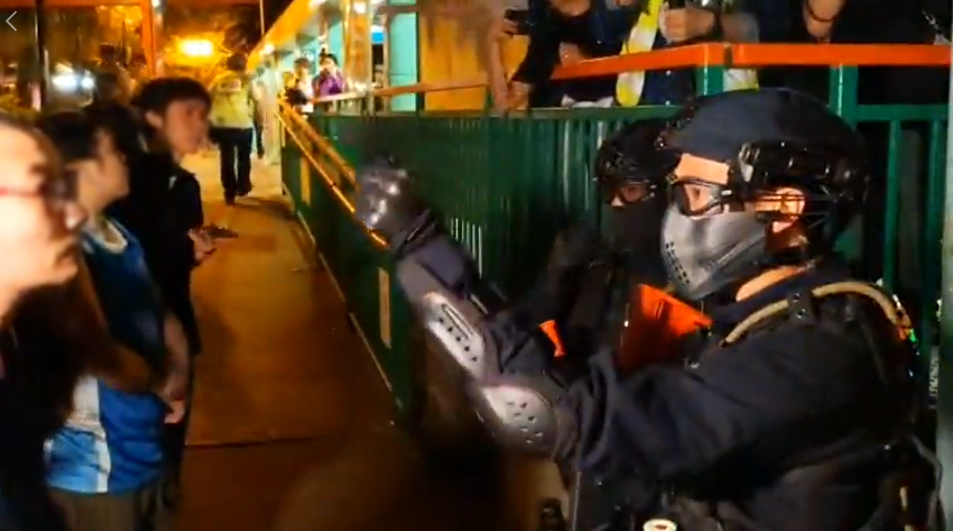
速龍小隊指罵圍觀的市民
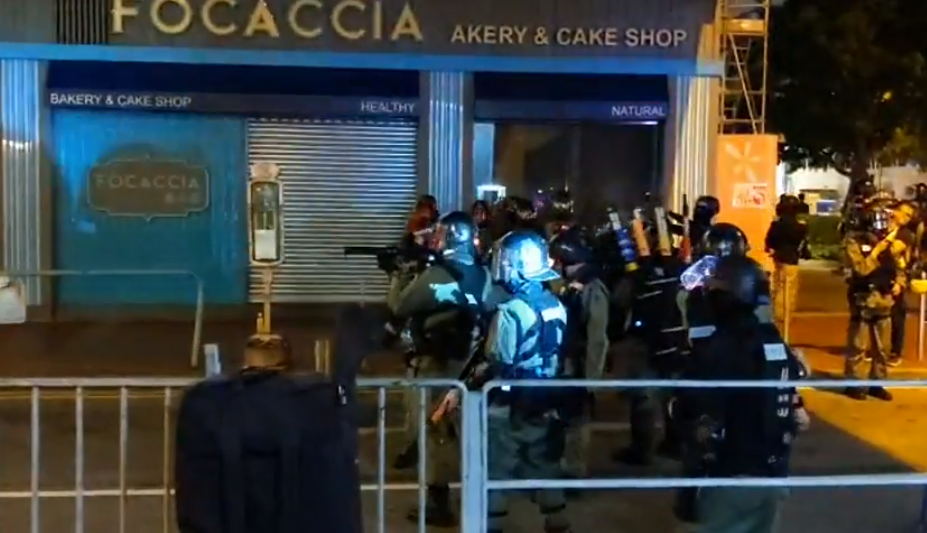
防暴警察持搶，打算施放催淚彈

10時40分，防暴警察經過日式食肆「東屋台」時，店內市民向在場警察「跳舞」後，防暴警察要求進入拘捕。餐廳負責人及其弟弟阻止，並要求警員提出理據後，兩人被防暴警察粗暴拉出店外並以「阻差辦公」罪名拘捕。其後強行進入食肆，把店內兩名食客拘捕。大批市民指罵警員的行為，防暴警察舉起藍旗，指控市民參與非法集結。到10時57分，速龍於良德街離開時，有人指罵警員為「黑社會」後，向海麗花園平台射出多槍胡椒球槍。居民指罵下面的警員「831呢？CCTV呢？」在場警員以「唔比你睇，吹呀！」回應。相隔一年多，餐廳於Facebook表示，食店老闆娘姐弟兩人在11月13日被警方預約拘捕，須於11月16日到屯門警署接受調查，但未有交代涉及什麼罪名。

## 分析
香港天文台前台長林超英查看天文台當時錄得之風向風速和環保署的空氣污染紀錄，分析在偏北風影響下，不明氣體來源不可能飄至位於屯門大興行動基地西北、消防處收到不明氣體報告的礦山村，故認為來源不可能是屯門大興行動基地，而在寶田邨後方的礦山村有可疑，他亦分析不明氣體不是來自受青山山脈阻隔的操炮區。另外香港天文台前台長李本瀅回應林超英文章時指出當日微風令風向變化大，以及高樓之間的「街道峽谷」造成峽谷效應，可能影響氣體飄散，因此不能完全排除氣體源自大興行動基地的可能性。

## 拘捕及判刑
10月28日案件中，4名男女包括當時屯門區議會選舉候選人張贊華，被控在屯門良運街及良德街交界一帶，與其他人一起非法集結。其中3人各被控一項在身處非法集結時使用蒙面物品罪，1人另被控一項管有物品意圖損壞或破壞財產罪。到2021年8月6日，屯門裁判法院裁判官水佳麗裁定49歲主婦罪名成立，餘下3人全部罪名不成立。法官指第二被告和第三被告張贊華，當時為區選候選人義工及寶田選區候選人，不排除被告當時正處理居民查詢。而法官指第四被告並非在控罪地點叫喊，而警方證供與片段不符，斥供詞不可信。
而49歲主婦裁定判囚4個月，裁判官水佳麗指她事發當日受傳言影響，誤信愛犬不適與懷疑洩漏氣體有關，認為她身處非法集結現場實屬「非常不智」。法官又指她在現場高呼口號，有能力讓聚集人群情緒高漲。雖然裁判官接納被告在集結中沒有做出任何暴力行為，不過認為當日多人聚集，亦曾發生暴力事件，而警方曾經發出8次警告下，被告仍然未有散去，因此須有具阻嚇性判刑。
10月30日案件中，一對分別19歲和22歲的男女事後被控在屯門良徳街參與非法集結，並在珀御食店「東屋台」內被捕，審訊後被裁定所有罪名成立。雖然辯方強調兩名被告還押期間已反省，並沒有肢體衝突，只有手舞足蹈的行為。不過屯門裁判法院裁判官施祖堯指兩名被告帶頭挑釁警方，引起其他人模仿，加上案發期間處於社會動盪時期，當日亦有人用雜物堵路，形容被告有「壯膽效應」，威嚇警方使用暴力。最後判19歲首被告入更生中心；22歲次被告監禁4個月。
同案食店「東屋台」魏姓女東主及其胞弟被裁定「抗拒警務人員」罪名成立，判監21日，獲准保釋候上訴。但到2022年5月4日，高等法院駁回兩人的定罪上訴，反指上訴人站在店門外是明顯阻擋警方進入，同時認為當日警員正當執行職務。他們須即時服刑。
13人被控在屯門大興警察行動基地的公眾地方非法集結，其中3人承認非法集結罪；一名被告涉及的「管有物品意圖摧毀或損壞財產」罪、湛涉及的「蒙面」罪，均獲存檔法庭。同案另 10 人不認罪，司法機構網頁顯示，案件將於2023年7月14日續審。案發時 14 歲男生承認在屯門大興警察行動基地的公眾地方非法集結，2023年4月20日在區域法院被判入更生中心。法官謝沈智慧指，本案非突然發生，有人事前於網上號召到大興行動基地抗議，針對警方訓練基地屬公開挑戰警方的執法權力。被告身穿深色衣裝和攜帶裝備，支持及鼓勵在場示威者。被告案發時以圍巾遮臉、頸上掛有防毒面罩，及身穿深藍色上衣等，屬支持及鼓勵在場示威者。辯方求情指被告出於好奇到場，見群情洶湧感害怕，有人派發防護物品時未能反應，愚蠢地接過物品。法官同意被告未曾呼叫口號或侮辱式言詞，加上考慮他案發時年僅 14 歲，故採納報告建議，判被告入更生中心。